# Escura punctata
Escura punctata är en insektsart som beskrevs av Tim R. New 1985. Escura punctata ingår i släktet Escura och familjen myrlejonsländor. Inga underarter finns listade i Catalogue of Life.